# Embolismus
Embolismus (řec. ἐμβολισμός – vsuvka, interpolace, z ἐμβάλλειν – vložit, vsunout) je modlitba, která se někdy vkládá mezi Otčenáš a následující doxologii. V dnešní římské liturgii se používá při modlitbě Otčenáše jen v rámci mše, v mozarabské liturgii také v rámci ranních chval a nešpor. Embolismus se používá také v některých anglo-katolických liturgiích.

## Text
- Latinský text (řádná forma římského ritu): Libera nos, quæsumus, Domine, ab omnibus malis, da propitius pacem in diebus nostris, ut, ope misericordiæ tuæ adiuti, et a peccato simus semper liberi et ab omni perturbatione securi: exspectantes beatam spem et adventum Salvatoris nostri Iesu Christi.

- Latinský text (mimořádná forma římského ritu): Libera nos, quæsumus Domine, ab omnibus malis, præteritis, præsentibus et futuris: et intercedente beata et gloriosa semper Vírgine Dei Genitrice Maria, cum beatis Apostolis tuis Petro et Paulo, atque Andrea, et omnibus Sanctis, da propitius pacem in diebus nostris: ut, ope misericordiæ tuæ adiuti, et a peccato simus semper liberi et ab omni perturbatione securi. (V mimořádné formě římského ritu nenásleduje doxologie, nýbrž obvyklá závěrečná formule modliteb: Per eundem Dominum nostrum Iesum Christum, Filium tuum. Qui tecum vivit et regnat in unitate Spiritus Sancti Deus. Per omnia sæcula sæculorum.)

- Český text: Vysvoboď nás ode všeho zlého, Bože, a dej našim dnům svůj mír; smiluj se nad námi a pomoz nám, ať se nikdy nedostaneme do područí hříchu; ať žijeme v bezpečí před každým zmatkem a s nadějí očekáváme požehnaný příchod našeho Spasitele, Ježíše Krista.

## Dějiny
Embolismus patrně pochází z prvních staletí, protože jej obsahují všechny západní liturgie a řada východních.